# Agelas nemoechinata
Agelas nemoechinata är en svampdjursart som beskrevs av Kazuo Hoshino 1985. Agelas nemoechinata ingår i släktet Agelas och familjen Agelasidae.
Artens utbredningsområde är havet kring Japan. Inga underarter finns listade i Catalogue of Life.